# Marisa Raja Gabaglia
Marisa Wellisch Raja Gabaglia (Rio de Janeiro, 31 de março de 1942 — São Paulo, 13 de janeiro de 2003) foi uma jornalista e escritora brasileira. Filha do advogado Eurico Cavalcânti de Albuquerque Raja Gabaglia e de Yeda Von Wellish Raja Gabaglia.
Atuou como atriz na telenovela Pigmalião 70, junto com Tônia Carrero e Betty Faria. Publicou nove livros, entre eles, Milho para  a Galinha Mariquinha, Grilos e Amâncio Pinto e Casos de Amor.
Era tida como pessoa de opinião forte, e também forte e polêmica era sua presença como jurada nos programas em que participou, inclusive o de Flávio Cavalcanti, na TV Tupi. Foi cronista dos jornais Última Hora, Diário Popular, O Globo e trabalhou como repórter, redatora e apresentadora da Rede Globo por dezoito anos.
No segundo semestre de 1981, iniciou um relacionamento com o cirurgião plástico Hosmany Ramos, ex-assistente de Ivo Pitanguy, que envolvido em diversos crimes, foi preso seis meses depois. A carreira de Marisa declinou em seguida, e em 1982, ela publicou o livro Amor bandido.
Marisa morreu vítima da leucemia, em São Paulo.

## [4]Um Pouco de Marisa
Marisa nasceu abordo de um automóvel Packard, na calçada da Casa de Saúde Arnaldo de Moraes, sem tempo de chegar à maternidade. Em vários textos dos seus livros descreve a lembrança que guardava de sua mãe, como uma mulher extremamente bonita com tranças que foram embranquecendo por causa da dor da doença e que faleceu quando Marisa contava seis anos de idade. Seis meses depois a menina foi internada no Colégio Sacré-Coeur de Jesus, onde passaria 12 anos, sendo os últimos 5 , a primeira  aluna da classe e todo o colégio, com a média geral, 9,9.
Marisa já escrevia desde quando cursava o nível médio, incluindo algumas peças para serem apresentadas na escola. Também escrevia versos que enviava para o poeta Manuel Bandeira,  com o qual se correspondeu durante muitos anos. Bandeira foi o tema do seu trabalho de conclusão de curso, pelo qual tirou nota 10, na PUC-RJ, onde se formou em jornalismo, sendo a primeira aluna da classe nos três anos de curso.
Marisa deixou o Sacré-Coeur ao 17 anos, e logo se casa, tranca matrícula por um ano, tempo que viveu em Brasília. Volta ao Rio, conclui o curso, se desquita abrindo mão da sua pensão, pois, segundo seus valores, não poderia receber pensão do ex-marido e ter outros namorados.

## Carreira
Marisa Raja Gabaglia começou suas atividades profissionais nas organizações Bloch; fazendo artigos para a revista Manchete artigos, depois reportagem (que deu capa) sobre o que sente a mulher  ao ter o primeiro filho. Logo, assumiu a função de editora de modas da Manchete e da Fatos & Fotos, funcionou em Ele & Ela  e Desfile. Criou "Jornal da Moda" ao sair da empresa e ingressou a convite de Samuel Weiner no jornal Última Hora onde fez entrevistas e reportagens e foi cronista durante bastante tempo. Ao mesmo tempo lançava dois programas diários na  Rádio Nacional com 5 minutos de duração, "Da Mulher para a Mulher" e "Abra seu Coração".
Criou  na Última Hora o  "Clube dos Corações Solitários" (cujos membros iam se encontrar pela primeira vez em uma excursão de bateau-mouche pela baía de Guanabara, quando o jornal mudou de dono e saiu de circulação e Marisa transferiu-se para jornal O Globo.
Nesses s dois jornais ela se exercitou como repórter, inovando com entrevistas em primeira pessoa e consolidando-se como cronista da vida carioca. Dito por vários especialistas da época, editores e jornalistas que seu estilo, pelo humor lembrava o de  , Sérgio Porto, Stanislaw Ponte Preta também carioca de Copacabana.
Seu primeiro livro, Milho Para Galinha, Mariquinha, lançado em 1972, foi best seller e teve mais de 15 edições, reunindo crônicas da Última Hora e do O Globo, publicadas  entre 1969 e 1971, período no qual Marisa teve sua imagem difundida pelo  Brasil inteiro através do Programa Flávio Cavalcanti que ia ao ar todos os domingos e posteriormente como apresentadora do Jornal Hoje.

## Cronologia
No final dos anos 60,  foi convidada por Samuel Weiner para ser cronista da Última Hora
1970 — Atua como atriz na novela Pigmalião 70 com Beth Faria e Tônia Carrero
1970 —  Atua como Jurada do Programa Flávio Cavalcanti
1971 — Rubem Braga aconselha que reúna suas crônicas em um livro  e a indica para a Editora Sabiá. Conhece Rubem através do Manuel Bandeira, com quem se corresponde por muitos anos e este lhe dedica um poema.
1972 — Funciona como redatora do programa mensal, Viva Marília,  protagonizado por Marília Pera, na TV Globo
1973 — É entrevistadora do programa Só o Amor Constrói
1979 — Trabalha como redatora e uma das apresentadoras do Jornal Hoje.
1980 — Redatora e apresentadora de um quadro de correspondência com leitoras no TV Mulher
1981 — Comanda um novo quadro no TV Mulher, o Mulher Profissão e Esperança

## [5]Livros publicados (bibliografia)
Milho Para a Galinha, Mariquinha, 1972, Editora Sabiá;
Os Grilos da Amâncio Pinto, 1973, editora José Olympio;
Casos de Amor, 1975, editora Rocco;
Meu Dia a Dia, 1976, editora José Olympio;
Aleluia, 1979, editora Record;
O Pirol Brasileiro, 1980, editora Nova Fronteira;
Meu Amor Bandido, 1982, editora Codecri;
Os Nós (Romance), 1985, José Olympio;
O Sedutor da Bicharada, 1992, editora Rosa dos Tempos